# جون ر. ويندر
جون ر. ويندر (بالإنجليزية: John R. Winder)‏ هو قسيس أمريكي، ولد في 11 ديسمبر 1821 في Biddenden ‏ في المملكة المتحدة، وتوفي في 27 مارس 1910 بسبب ذات الرئة.